# Pogonichthys macrolepidotus
Pogonichthys macrolepidotus es una especie de peces de la familia de los
Cyprinidae en el orden de los Cypriniformes.

## Morfología
- Los machos pueden llegar alcanzar los 44 cm de longitud total.[2][3]

## Hábitat
Es un pez de agua dulce y de clima templado.

## Distribución geográfica
Se encuentran en Asia: río Sacramento (California, Estados Unidos).